# Monoszló, Veszprém
Monoszló  este un sat în districtul Balatonfüred, județul Veszprém, Ungaria, având o populație de 125 de locuitori (2011). 

## Demografie
Componența etnică a satului Monoszló
     Maghiari (97,09%)
     Germani (2,91%)
Componența confesională a satului Monoszló
     Romano-catolici (28%)
     Reformați (28%)
     Fără religie (6,4%)
     Luterani (4,8%)
     Necunoscută (32,8%)
Conform recensământului din 2011, satul Monoszló avea 125 de locuitori. Din punct de vedere etnic, majoritatea locuitorilor (97,09%) erau maghiari, cu o minoritate de germani (2,91%). Nu există o religie majoritară, locuitorii fiind romano-catolici (28,0%), reformați (28,0%), persoane fără religie (6,4%) și luterani (4,8%). Pentru 32,8% din locuitori nu este cunoscută apartenența confesională.